# إيزابيل (رواية)
رواية إيزابيل للكاتب الفرنسي أندريه جيد الحائز عن جائزة نوبل للأدب سنة 1947، نُشرت عام2018 عن دار مصر العربية للنشر، وهي آخر رواية كتبها أندريه سنة 1911

## نبذة عن الرواية
وتدور أحداثها حول الشاب جيرار لاكاز، الباحث الأكاديمي الذي يُضطر للإقامة في قصر ريفي فرنسي تابع لعائلة السيد فلوش. أثناء إقامته، يفتتن بصورة امرأة تُدعى إيزابيل دون أن يلتقي بها، ويقع في حبها من خلال الصورة فقط، مما يُجسد صراعًا بين الخيال المثالي والواقع المحبط. تتكشف الأحداث تدريجيًا عبر سرد غير خطّي، حيث يكتشف جيرار أن إيزابيل ليست كما تخيّل، مما يدفعه إلى النفور منها. الرواية تُعالج موضوعات مثل الحب من طرف واحد، الانفعالات المكبوتة، والبحث عن الحقيقة، وتُقدّم في إطار تأملي رمزي يعكس رؤية جيد الفلسفية وتربيته البروتستانتية الصارمة.

## شخصيات الرواية
- جيرار لاكاز: البطل الشاب، باحث أكاديمي يُقيم في قصر السيد فلوش، يقع في حب إيزابيل بعد أن يرى صورتها فقط. يمثل شخصية حالمة، تتعلق بالمثال لا الواقع.
- إيزابيل: المرأة الغامضة التي يعشقها جيرار من خلال صورتها. حضورها في الرواية رمزي أكثر منه فعلي، وتكشف لاحقًا عن واقع مختلف عن الصورة المثالية.
- السيد فلوش: رب الأسرة التي تستضيف جيرار، يمثل السلطة الأبوية والتقاليد.
- أفراد الأسرة الآخرين: يظهرون في خلفية الأحداث، ويعكسون الجو المحافظ والانغلاق الذي يعيشه جيرار.

## اقتباسات من الرواية
"أحببتها قبل أن أعرفها، وعندما عرفتها، لم أعد أحبها." يعكس هذا الاقتباس الصراع بين الخيال المثالي والواقع المحبط.
"الصورة كانت أجمل من الحقيقة، لأن الحقيقة لا تُجيد التمثيل." هنا يُظهر جيد كيف أن الإنسان قد يُفتن بما يتخيله أكثر مما يعيشه.

"في هذا القصر، كل شيء ساكن... حتى الأحلام لا تجرؤ على الحركة." وصف دقيق للأجواء المغلقة التي تحيط بالبطل، وتُبرز الركود العاطفي والروحي.

## أسلوب الرواية
تتميّز رواية إيزابيل لأندريه جيد بأسلوب سردي تأملي يجمع بين الرمزية والانفعالات المكبوتة، ويعكس رؤية الكاتب الفلسفية المتأثرة بتربيته البروتستانتية الصارمة. يعتمد جيد في هذا العمل على تقنيات سردية غير تقليدية، أبرزها كسر التسلسل الزمني للأحداث، حيث تُعرض الوقائع كما تتكشف للسارد، مما يُضفي طابعًا غامضًا وانسيابيًا على النص. ويُقدَّم السرد بصيغة ذاتية تُبرز الصراع الداخلي للبطل بين الصورة المثالية والحقيقة الواقعية، كما تُوظّف اللغة بدقة وعمق رمزي، حيث تتحوّل الشخصيات والأماكن إلى دلالات فكرية مثل الحنين، الخيبة، والبحث عن الذات. ويُظهر الأسلوب تأثرًا واضحًا بتقنيات تيار الوعي، ويُعزّز الجو النفسي المغلق الذي يطغى على الرواية، مما يجعلها أقرب إلى نص فلسفي يُعالج الحب كحلم بعيد المنال، لا كعاطفة ملموسة.